# Стеншув (Нижньосілезьке воєводство)
Стеншув (пол. Stęszów) — село в Польщі, у гміні Волув Воловського повіту Нижньосілезького воєводства.
Населення — 163 особи (2011).
У 1975-1998 роках село належало до Вроцлавського воєводства.

## Демографія
Демографічна структура станом на 31 березня 2011 року:
|          | Загалом | Допрацездатний вік | Працездатний вік | Постпрацездатний вік |
| -------- | ------- | ------------------ | ---------------- | -------------------- |
| Чоловіки | 85      | 23                 | 50               | 12                   |
| Жінки    | 78      | 18                 | 39               | 21                   |
| Разом    | 163     | 41                 | 89               | 33                   |